# Marquette (Iowa)
Marquette es una ciudad ubicada en el condado de Clayton en el estado estadounidense de Iowa. En el Censo de 2010 tenía una población de 375 habitantes y una densidad poblacional de 80,22 personas por km².

## Geografía
Marquette se encuentra ubicada en las coordenadas 43°2′38″N 91°11′21″O / 43.04389, -91.18917. Según la Oficina del Censo de los Estados Unidos, Marquette tiene una superficie total de 4.67 km², de la cual 4.5 km² corresponden a tierra firme y (3.77%) 0.18 km² es agua.

## Demografía
Según el censo de 2010, había 375 personas residiendo en Marquette. La densidad de población era de 80,22 hab./km². De los 375 habitantes, Marquette estaba compuesto por el 98.67% blancos, el 0% eran afroamericanos, el 0.8% eran amerindios, el 0.27% eran asiáticos, el 0% eran isleños del Pacífico, el 0% eran de otras razas y el 0.27% pertenecían a dos o más razas. Del total de la población el 0.53% eran hispanos o latinos de cualquier raza.